# Wettbewerbsfähigkeit

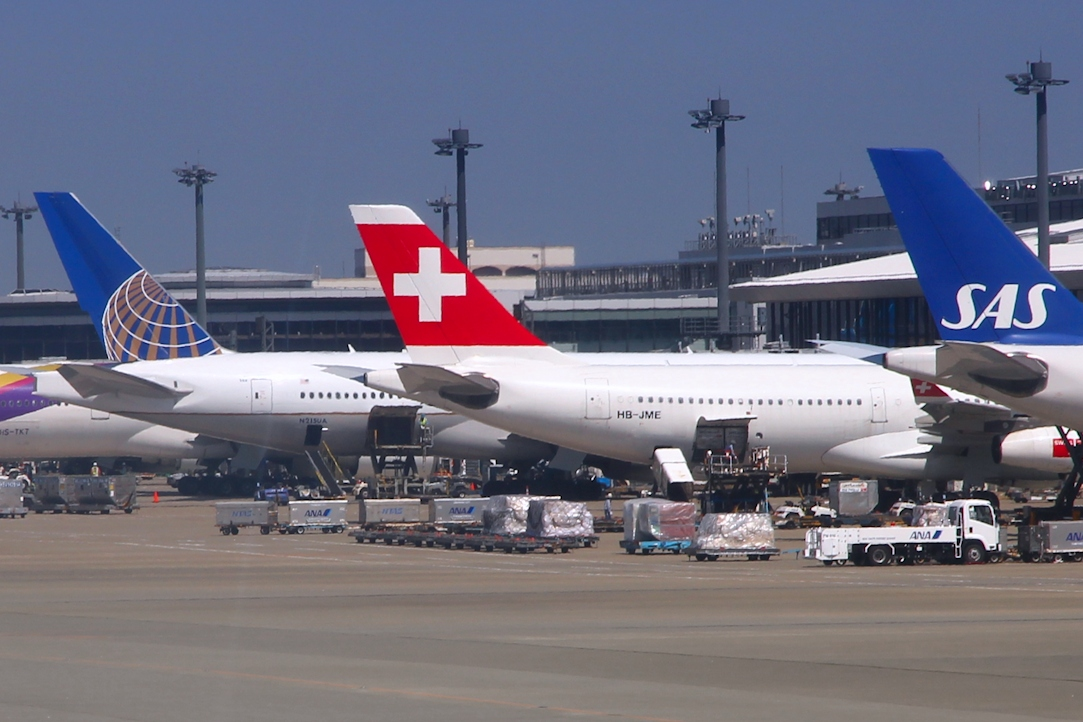
Fluggesellschaften, die um den Flugmarkt Europa-Japan konkurrieren

Wettbewerbsfähigkeit liegt in der Wirtschaft und Betriebswirtschaftslehre vor, wenn Wirtschaftssubjekte imstande sind, im Wettbewerb auf den Märkten langfristig Gewinne zu erwirtschaften.

## Allgemeines
Wettbewerb setzt Freihandel und Wettbewerbsfähigkeit voraus. Wettbewerbsfähigkeit wird in einer Marktwirtschaft insbesondere von Wirtschaftssubjekten wie Unternehmen, anderen Marktteilnehmern und dem Staat als Marktteilnehmer (Staatsunternehmen) sowie zwischen Staaten (internationale Wettbewerbsfähigkeit) erwartet. Wettbewerbsfähig ist ein Unternehmen, wenn es einen größeren Gewinn erwirtschaftet als direkte Konkurrenten oder wenn es künftig größere Gewinnchancen zu realisieren imstande ist. Ein wettbewerbsfähiges Unternehmen ist unter Konkurrenzbedingungen in der Lage, seinen Marktanteil zu halten oder sogar zu erhöhen.

## Komponenten der Wettbewerbsfähigkeit
Die Wettbewerbsfähigkeit setzt sich Dieter Schneider zufolge aus den Fähigkeiten zusammen,
- sich in Marktprozessen mit der Marktgegenseite zu bewähren (vertikale Komponente),
- sich gegenüber Konkurrenten zu behaupten (horizontale Komponente) und
- sich unter Einhaltung der Marktordnung gegenüber Bedrohungen aus dem Umfeld durchzusetzen (laterale Komponente).

Die Nachhaltigkeit der Wettbewerbsfähigkeit erfordert sowohl eine Wettbewerbsstrategie als auch eine Marktstrategie.

## Merkmale
Die Fachliteratur zieht beinahe alle Unternehmensdaten zur Bestimmung der Wettbewerbsfähigkeit heran. Das beginnt bei den Standortfaktoren, der Betriebsgröße, setzt sich fort in Kostenstruktur, Performance Management, Preispolitik oder Wettbewerbsvorteilen. Die Wettbewerbsfähigkeit äußert sich letztlich darin, dass es gelingt, Wettbewerbsvorteile zu erzielen, die es einem Unternehmen ermöglichen, sich gegenüber Konkurrenten durchzusetzen. Unternehmen gehen verstärkt dazu über, auf die weltweit kostengünstigsten Rohstoff- und Grundstoffquellen zurückzugreifen (Beschaffungsstrategie des Global Sourcing).
Vom Grenzanbieter werden diese Merkmale überwiegend nicht (mehr) erfüllt, er hat seine
Wettbewerbsfähigkeit eingebüßt.

## Arten
Allgemein wird unterschieden zwischen Preis-Wettbewerbsfähigkeit und Nicht-Preis-Wettbewerbsfähigkeit:
- Im Preiswettbewerb wird der Preis als Aktionsparameter eingesetzt, der Kostendeckung und eine angemessene Gewinnmarge ermöglichen muss.
- Die Nicht-Preis-Wettbewerbsfähigkeit beinhaltet den Qualitätswettbewerb, der unter anderem durch Lieferzeit, Lieferzuverlässigkeit oder Produktqualität/Dienstleistungsqualität überzeugt.

Auch der Mengenwettbewerb kann eine Marktstrategie zur Erreichung oder Stabilisierung der Wettbewerbsfähigkeit darstellen.

## Betriebswirtschaftslehre
Bei Wettbewerb handelt es sich um die Rivalität von Marktteilnehmern um Ressourcen, Kunden, Absätze, Marktanteile usw. Indem der einzelne Anbieter den Kunden die besten und günstigsten Geschäftsbedingungen anbietet, entsteht Wettbewerb, sei es Preis-, Qualitäts-, Service- oder Designwettbewerb. Interner Eigenantrieb und/oder externer Konkurrenzdruck führen zu ständiger Entwicklung und Verwirklichung wettbewerblicher Vorteile gegenüber der Konkurrenz, das heißt zu Wettbewerbsfähigkeit.

## Mikroökonomie
Wenn von der Mikroökonomie gesprochen wird, so betrifft das im Allgemeinen die Untersuchung der Wettbewerbsfähigkeit der Unternehmen untereinander. Als wettbewerbsfähig werden solche Unternehmen angesehen, die auf lange Sicht Gewinne auf dem nationalen und/oder auf internationalen Märkten erwirtschaften können und zugleich sich gegenüber anderen Unternehmen im gleichen Marktsegment behaupten können. Heutige Märkte haben vielfach einen großen Konkurrenzdruck; so müssen Unternehmen sich an diversen Größen messen, sei es Design, Preise, Bekanntheitsgrad, Standort usw. Das sind geläufige Mittel zur Messung von Wettbewerbsfähigkeit. Ein Unternehmen, das sich nicht im Markt durchsetzen kann und keine bestimmte Position besitzt, gefährdet somit seine Existenz. Konkurrenzkampf in einer marktmäßig organisierten Wirtschaft entscheidet über Existenz oder Untergang.
Der Handel, namentlich der Einzelhandel, kennt zahlreiche Wettbewerbsbesonderheiten. So führt die typische doppelte Einbindung jedes Handelsbetriebs in interformale und intraformale Konkurrenz Otto Schenk zufolge dazu, dass die Wettbewerbsfähigkeit vor allem durch konkurrierende Betriebe anderer Betriebsform bzw. anderen Betriebstyps stärkeren Einfluss auf die Wettbewerbsfähigkeit haben können als konkurrierende Betriebe desselben Betriebstyps. Auch können für die einzelnen Unternehmen eines Handelskonzerns, für die einzelnen Filialen eines Filialunternehmens und für die einzelnen Mitgliedsunternehmen einer Verbundgruppe des Handels mit den verschiedenen Standorten höchst unterschiedliche Grade der Wettbewerbsfähigkeit verbunden sein.
Die Mitgliedschaft in Verbundgruppen hat nicht nur die Wettbewerbsfähigkeit von Klein- und Mittelbetrieben gestärkt, sondern vielfach ihr Überleben im Preis- und Leistungswettbewerb erst ermöglicht. Dabei bringen die Verbundgruppen des Handels mehrere Wettbewerbsimpulse mit sich: Intra-Gruppen-Wettbewerb, Inter-Gruppen-Wettbewerb, horizontale und vertikale Wettbewerbsanregung, letztlich Anregungen des Wettbewerbs sowohl auf mikroökonomischer als auch auf makroökonomischer Ebene.

## Makroökonomie
Jeder Staat, der internationalen Handel zulasse, muss zwangsläufig auch in irgendeinem Wirtschaftssektor einen komparativen Kostenvorteil aufweisen und damit in die internationale Arbeitsteilung eingebunden sein und bleiben. Gleichwohl können Skaleneffekte aber dazu führen, dass vorteilhaftere internationale Spezialisierungen gewonnen werden oder verloren gehen. Als Beispiele werden genannt:
- In der Meiji-Zeit hatte Japan eine Erziehungszollpolitik betrieben, in der ein einzelner Industriezweig bis zum Erreichen internationaler Wettbewerbsfähigkeit geschützt wurde. Danach wurde der Erziehungszoll aufgehoben und ein anderer Industriezweig bis zum Erreichen internationaler Wettbewerbsfähigkeit geschützt. Im Ergebnis hatte Japan, unter Schrumpfung der anderen wirtschaftlichen Sektoren, eine erhebliche industrielle Basis schaffen können und sich komparative Kostenvorteile damit in einem Sektor erkämpft, der hohe Produktivitätszuwächse und damit auch hohe Lohnsteigerungen erwarten ließ.[14]
- Die Ausbeutung von Erdgasvorkommen führte in den 1970er Jahren in den Niederlanden zur holländischen Krankheit, weil Leistungsbilanzüberschüsse zu einer Aufwertung der Währung führten. In der Folge verbilligten sich Importe und verteuerten sich Exporte, so dass der Industriesektor schrumpfte. Das Schrumpfen des Industriesektors wurde zwar durch das Wachstum des Rohstoffsektors ausgeglichen. Die Erdgasvorkommen waren aber schließlich erschöpft, so dass deshalb der Rohstoffsektor schrumpfen musste. Theoretisch müsste die Schrumpfung des Rohstoffsektors zu einer Abwertung der Währung und der Wiedergewinnung komparativer Kostenvorteile im industriellen Sektor führen. Politiker und einige Wirtschaftswissenschaftler wie Paul Krugman befürchten aber, dass eine automatische Rückgewinnung von Marktanteilen umso unwahrscheinlicher ist, je länger die Schrumpfung des industriellen Sektors angedauert hat (u. a. aufgrund des negativen Skaleneffekts eines geschrumpften industriellen Sektors). Das kurzfristige Glück der Ausbeutung von Bodenschätzen kann so zu einem dauerhaften Verlust von Marktanteilen und zu einer Verringerung des erzielbaren Durchschnittslohns führen.[15]
- Wenn ein Land eine kontraktivere Geldpolitik betreibt als die anderen Länder, führt dies zu einer Aufwertung der Währung und zu einem Verlust an preislicher Wettbewerbsfähigkeit (Verteuerung von Exporten, Verbilligung von Importen). Nach herrschender Meinung in der Volkswirtschaftslehre sollte der handelsgüterproduzierende Sektor durch die kontraktive Geldpolitik genauso stark sinken wie die restliche Wirtschaft. Nach Beendigung der kontraktiven Geldpolitik erhole sich auch der handelsgüterproduzierende Sektor wieder von selbst. Eine große Minderheit der Volkswirte warnt hingegen davor, dass im Falle einer längerfristigen Schrumpfung des handelsgüterproduzierenden Sektors ein negativer Skaleneffekt entsteht, der auch nach Beendigung der kontraktiven Geldpolitik fortwirkt und eine vollständige Rückgewinnung der internationalen Marktanteile verhindert. Dies war z. B. zu beobachten in der ersten Legislaturperiode der ehemaligen britischen Premierministerin Margaret Thatcher.[16]

### Exportchancen

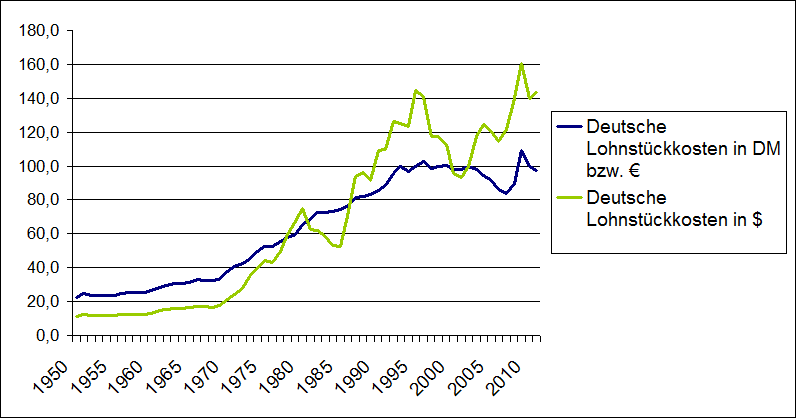
Deutsche Lohnstückkosten in nationaler Währung (blau) bzw. in US-$ (grün). Index: 2002 = 100. Bis 1987 hat der Wechselkurs zum $ die deutsche Wettbewerbsfähigkeit eher begünstigt, danach eher benachteiligt.

Diese Ansicht stellt auf die Fähigkeit, Produkte im internationalen Wettbewerb abzusetzen (englisch ability to sell; siehe auch Exportweltmeister). Die Ansicht verweist darauf, dass die Gelegenheit eines Unternehmens, Waren ins Ausland zu verkaufen, auch von makroökonomischen Faktoren abhängt.
Die preisliche Wettbewerbsfähigkeit eines Landes wird hauptsächlich von zwei Faktoren beeinflusst:
- der Wechselkurs (eine beliebte Beggar-thy-Neighbor-Politik ist deshalb die kompetitive Abwertung der eigenen Währung) und
- die Höhe der Lohn- und Preissteigerungen relativ zum Produktivitätswachstum (Lohnstückkosten).

Problem: Anders als in der Theorie des Heckscher-Ohlin-Theorems steht ein Land in der Realität allerdings bereits im internationalen Güteraustausch. Die Güterpreise haben sich bereits durch Arbitrageprozesse in einem Weltmarktgleichgewicht angeglichen. Die Vermutung spricht für eine Angemessenheit der Güterpreise. Auf sinkende preisliche Wettbewerbsfähigkeit kann nur aus Indizien geschlossen werden, etwa die Veränderung des Weltmarktanteils von Sektoren gemessen an einem gedachten Potential, oder der Revealed-Comparative-Advantage-Index. Auch gegen diese Methode lässt sich aber einwenden, dass es im dynamischen Wirtschaftsprozess normal ist, wenn einzelne Sektoren schrumpfen und andere expandieren.

#### Wechselkursentwicklungen
Eine Abwertung des nominalen Wechselkurses einer Währung führt zu einer relativen Verbilligung der Exporte und zu einer relativen Verteuerung der Importe. Eine Aufwertung des nominalen Wechselkurses hat den umgekehrten Effekt. Eine Abwertung führt also zu einer Erhöhung der preislichen Wettbewerbsfähigkeit, eine Aufwertung zu einer Verringerung der preislichen Wettbewerbsfähigkeit.
Das Bundesbankgesetz von 1957 gab der Deutschen Bundesbank zwar Preisniveaustabilität als wichtigstes Staatsziel vor, allerdings führte die Teilnahme am Bretton-Woods-System von 1949 bis 1973 dazu, dass die Bundesbank häufig zur Stützung der festen Wechselkurse Devisenankäufe tätigen musste, was zu einer Unterbewertung der DM führte. Die chronische Unterbewertung der D-Mark bis 1973 trug stark zum Aufstieg der deutschen Automobilindustrie bei. Nach dem Ende des Bretton-Woods-Systems kam es seit 1973 zu starken Aufwertungstendenzen der DM und somit zu einer Verschlechterung der preislichen Wettbewerbsfähigkeit. Die deutschen Hersteller antworteten darauf mit einer Erhöhung der Produktqualität, dennoch verringerte sich das Wachstum. Insgesamt kann man sagen, dass die Auf- bzw. Abwertung der DM mit einem time lag von etwa einem Jahr zu einer Verringerung bzw. Erhöhung der deutschen Exporte führte.

### Lohnzurückhaltung
Eine Politik der Lohnzurückhaltung führt im System fester Wechselkurse zu einer Erhöhung der preislichen Wettbewerbsfähigkeit und zu Leistungsbilanzüberschüssen. Genauso ist es auch im Falle einer Währungsunion, z. B. des Euro. Chronische Leistungsbilanzüberschüsse können als Standortstärke oder als Standortschwäche interpretiert werden (siehe Leistungsbilanz#Leistungsbilanzüberschuss). Chronische Leistungsbilanzdefizite können über den Geldmengen-Preismechanismus eine schwere Wirtschaftskrise auslösen.
Im System flexibler Wechselkurse führt Lohnzurückhaltung nur im Falle des Ausgleichs eines Leistungsbilanzdefizits dauerhaft zu einer Verbesserung der internationalen preislichen Wettbewerbsfähigkeit. Führt Lohnzurückhaltung über die Verbesserung der internationalen preislichen Wettbewerbsfähigkeit aber zu Leistungsbilanzüberschüssen, so wertet die heimische Währung auf (Wechselkursmechanismus), die Exporte verteuern sich und folglich sinkt die preisliche Wettbewerbsfähigkeit wieder. Der Versuch Leistungsbilanzüberschüsse durch Lohnzurückhaltung (höhere preisliche Wettbewerbsfähigkeit) zu generieren, wird durch Wechselkursaufwertungen (sinkende preisliche Wettbewerbsfähigkeit) konterkariert (sofern eine Aufwertung nicht durch staatliche Devisenmarktinterventionen verhindert wird). Nach dem Ende des Bretton-Woods-Systems im März 1973 wurde weltweit ein Regime flexibler Wechselkurse eingeführt. Dabei zeigte sich, dass die Kostenvorteile durch die im internationalen Vergleich unterdurchschnittliche Lohnentwicklung in Deutschland durch Wechselkursaufwertungen der DM aufgezehrt wurden.
Laut Wolfgang Oest sollte eine Politik der Lohnzurückhaltung mit binnenwirtschaftlichen Argumenten und nicht mit außenwirtschaftlichen Argumenten begründet werden. Gerhard Rübel sieht einen Vorteil insoweit, als die Bürger trotz nicht steigendem Nominallohn von der Aufwertung der Währung durch entsprechend sinkende Importpreise profitieren. Peter Bofinger argumentiert, dass die deutschen Lohnzurückhaltung zwischen 1999 und 2007 dazu führte, dass die Reallöhne inflationsbereinigt sogar leicht sanken. Dies wiederum führte dazu, dass die Binnennachfrage lediglich um 0,6 % pro Jahr anstieg. Eine Wachstumsdynamik kam nur aus dem Export und dort auch nur deshalb, weil andere Länder nicht die gleiche Strategie verfolgten, Lohnzurückhaltung in anderen Ländern hätte auch dort zu einer Stagnation der Binnennachfrage geführt, was deutsche Exporte erheblich erschwert hätte.

### Betrachtung nationaler Rahmenbedingungen
Nach dieser Ansicht ist internationale Wettbewerbsfähigkeit die Fähigkeit ein hohes Nationaleinkommen und einen hohen Lebensstandard zu erzielen. Als Indikatoren werden insbesondere das Produktivitätswachstum und das Wachstum des Bruttoinlandsprodukts herangezogen.

#### Diamanten-Modell
Michael E. Porter hat in einer empirischen Studie vier Determinanten herausgearbeitet, die einem bestimmten nationalen Wirtschaftssektor einen Vorsprung gegenüber ausländischer Konkurrenz verschaffen (Diamanten-Modell):
- örtliche Standortbedingungen: die Güte der Infrastruktur und die Produktivität der Mitarbeiter (Ausbildungs- und Technologiestandard, Lohnniveau, Fleiß, Präzision, Intuition);
- Nachfragebedingungen auf dem Heimatmarkt: hohe Preis- und Qualitätsansprüche der heimischen Kunden zwingen die Industrie, innovativ und qualitativ hochwertig zu sein;
- die Qualität der Wertschöpfungskette: wettbewerbsfähige Zulieferindustrie und die räumliche Nähe zu artverwandten Industriezweigen, die zu einem Austausch von qualifizierten Mitarbeitern, Patenten und Materialien führt;
- Unternehmensführung und Wettbewerb: Qualität des Führungsstils und der Organisationsstruktur, starker Wettbewerb bereits auf dem Heimatmarkt.

Der Staat kann nach dem Modell die Wettbewerbsfähigkeit durch Optimierung der Infrastruktur, Bildung und durch Förderung von Innovation und Konkurrenz verbessern.

#### Vergleichende Studien

Wettbewerbsfähigkeit nach dem Global Competitiveness Report. Dunkelgrün ist das Quartil der als am wettbewerbsfähigsten angesehenen Nationen, Dunkelrot das Quartil der als am wenigsten wettbewerbsfähigsten angesehenen Nationen.

Es gibt verschiedene Versuche, internationale Wettbewerbsfähigkeit durch Gewichtung unterschiedlicher Sammelindikatoren zu ermitteln:
- Global Competitiveness Report: Rangliste der Volkswirtschaften mit den „höchsten Wachstumschancen“, erstellt vom WEF[27];
- World Competitiveness Yearbook: weltweite Rangliste der „wettbewerbsfähigsten Volkswirtschaften“, erstellt vom schweizerischen International Institute for Management Development (IMD).

## Schlagwort in der Wirtschaftspolitik
Seit Jahren schon ist in der Wirtschaftspolitik das Schlagwort von der Wettbewerbsfähigkeit aufgetaucht. Im März 2000 hatte es der Europäische Rat von Lissabon auf die Tagesordnung gesetzt, als er im Rahmen der sog. Lissabon-Strategie gefordert hatte, aus der Europäischen Union die wettbewerbsfähigste und dynamischste Wissensökonomie der Welt zu machen. Jeder Mitgliedstaat wurde aufgefordert, hierfür zielführende Politiken zu implementieren. In Luxemburg zum Beispiel wurde zur Beobachtung der damit zusammenhängenden Aufgaben von der Tripartite zu Beginn des Jahres 2003 beschlossen, ein Observatoire de la Compétitivité einzurichten.
Der Begriff der „Wettbewerbsfähigkeit“ entstammt offenkundig der Betriebswirtschaftslehre, wo er sich auf die inneren und äußeren Beziehungen eines Unternehmens bezieht. Insbesondere meint es auf diesem Gebiet die Fähigkeit eines Unternehmens, in einem Umfeld von Mitwettbewerbern seine Marktanteile vergrößern zu können. Diese Begriffsbedeutung kann so nicht auf Volkswirtschaften angewandt werden und kann sogar als unhinterfragtes Schlagwort zu einem falschen Bild der internationalen Wirtschaftsbeziehungen führen und in Politik umgesetzt zu großem Schaden führen. In der Wirtschaftspolitik eingesetzt, kann daher der Begriff allenfalls nur mit großer Sorgfalt neu bestimmt verwendet werden.
Auf diesem Gebiet liefern Anzeichen für internationale Wettbewerbsfähigkeit die bekannten Benchmarking-Studien wie das World Competitiveness Yearbook vom Institute for Management Development (IMD), Lausanne oder der Global Competitiveness Report des Weltwirtschaftsforums (WEF). Deren Ergebnisse erscheinen häufig sehr disparat zu sein; so figuriert zum Beispiel Luxemburg beim IMD Luxemburg von 60 untersuchten Ländern auf dem 9. Rang, beim WEF auf dem 21. von 102 Plätzen.
In der Krise der Weltwirtschaft rückt auch wieder die Wettbewerbsfähigkeit der gesamten EU ins Blickfeld. Da die Länder der Eurozone ein einheitliches Währungsgebiet darstellen, hat kein einzelnes Mitgliedsland mehr die Chance, eine eigenständige Währungspolitik und Geldpolitik zu betreiben. Wird diesem Souveränitätsverlust und Verlust an Steuerungsfähigkeit nicht entgegengewirkt, kann dies Wettbewerbsnachteile für sämtliche Mitglieder der EU nach sich ziehen.

## Wirtschaftliche Aspekte
Michael E. Porter unterschied 1990 zwei Wettbewerbsstrategien, mit denen ein Unternehmen im dynamischen Wettbewerbsprozess Wettbewerbsvorteile erringen kann. Entweder wird durch Massenproduktion und hieraus resultierenden Skaleneffekten versucht, effizienter zu produzieren oder durch Produktvariation/Produktdifferenzierung oder Produktinnovationen höhere Preise und Pioniergewinne zu erzielen (siehe: Diamanten-Modell). Wettbewerbsfähigkeit kann entweder durch Output (Erträge, Umsatzerlöse) oder Input (Kosten) gesteuert werden. Die Wettbewerbsfähigkeit kann erreicht oder gestärkt werden durch Kostensenkung, Verbesserung der Kostenstruktur, Lean Management, Lean Production, flache Hierarchie, Produktinnovation, Qualitätsmanagement oder Unternehmenskonzentration.
Volkswirtschaftlich wird mit der Wettbewerbsfähigkeit das Ziel der Maximierung der gesellschaftlichen Wohlfahrt erfüllt, was durch Steigerung des Pro-Kopf-Einkommens oder durch Nutzenmaximierung aus einem verbesserten Güterangebot erreicht werden kann, wobei der Außenhandel zur Zielerfüllung beiträgt. Betriebswirtschaftlich ist ein Unternehmen wettbewerbsfähig, wenn es unter Aufrechterhaltung seiner Bonität durch Marktbearbeitung einen Gewinn erzielen kann.

## Internationale Wettbewerbsfähigkeit
Als politisches Schlagwort bezieht sich die Wettbewerbsfähigkeit auf die Rangordnung von ganzen Volkswirtschaften, und zwar in der Hauptsache im Hinblick auf die die Unternehmen begünstigenden wirtschaftsgeografischen und institutionellen Rahmenbedingungen.
Zu unterscheiden ist zunächst zwischen unternehmensspezifischer, branchenspezifischer und volkswirtschaftlicher internationaler Wettbewerbsfähigkeit. Unternehmensspezifische liegt vor, wenn sich ein Unternehmen unter Konkurrenzbedingungen auf dem internationalen Markt behauptet, also seine Marktanteile hält und Gewinne erwirtschaftet. Welche Wirtschaftszweige sich als wettbewerbsfähig herausstellen, hängt nach Porter von der Faktorausstattung, den inländischen Nachfragebedingungen, bestehenden Zuliefererindustrien, inländischer Wettbewerbsintensität, Zufällen (Kriege, Rohstoffkosten) und der Wirtschaftspolitik des Staates ab. Von volkswirtschaftlicher Wettbewerbsfähigkeit wird gesprochen, wenn ein Staat bei einem im internationalen Vergleich hohen Pro-Kopf-Einkommen unter Erfüllung des außenwirtschaftlichen Gleichgewichts einen hohen Beschäftigungsstand erreichen kann.
Porter untersuchte 1993 in seinem Konzept der nationalen Wettbewerbsfähigkeit, warum Staaten mit einer vergleichbaren Faktorausstattung unterschiedliche Produktions- und Außenhandelsstrukturen entwickeln oder unterschiedliche Erfolge auf internationalen Märkten erreichen. Er fasste in seinem Diamanten-Modell vier Umweltzustände zusammen, das ein „sich wechselseitig verstärkendes System“ sei. Porter misst der Innovations- und Anpassungsfähigkeit eine entscheidende Rolle bei der Erlangung der Wettbewerbsfähigkeit bei. Damit hatte die internationale Wettbewerbsfähigkeit Eingang in die Außenhandelstheorie gefunden.
Spätestens seit dem Weißbuch der Europäischen Kommission mit dem Titel „Wachstum, Wettbewerbsfähigkeit, Beschäftigung“ aus 1993 ist die internationale Wettbewerbsfähigkeit auf europäischer Ebene thematisiert. Gemäß Art. 173 AEUV müssen die Europäische Union und die EU-Mitgliedstaaten dafür sorgen, dass die notwendigen Voraussetzungen für die Wettbewerbsfähigkeit der Industrie der Union gewährleistet sind.
Internationale Wettbewerbsfähigkeit ist im Außenhandel und der Außenhandelstheorie dann gegeben, wenn Unternehmen im Außenhandel ihre Produkte auf Auslandsmärkten mit Gewinn vermarkten können. Die internationale Wettbewerbsfähigkeit eines Staates ergibt sich aus der Aggregation der Wettbewerbsfähigkeit der Unternehmen dieses Staates. Dabei gilt als Standort der jeweilige Staat („Wirtschaftsstandort Deutschland“).
Umfang und Struktur der Exporte sowie die Exportquote bestimmen die internationale Wettbewerbsfähigkeit, welche durch die Terms of Trade beeinflusst wird. Steigende Wettbewerbsfähigkeit auf dem Weltmarkt erlaubt Exportpreissteigerungen relativ zu den Importpreisen, was eine Verbesserung der Terms of Trade bedeutet. Allerdings sind die Terms of Trade nicht geeignet, eindeutige Aussagen über die Wettbewerbsfähigkeit eines Staates zu liefern. Durch Aufwertung wird zwar die Wettbewerbsfähigkeit verbessert, doch wird dies mit einer Verschlechterung der Terms of Trade erkauft. Der Status des Exportweltmeisters – oder zu den führenden Exportnationen zu gehören – ist ein Indiz für vorhandene Wettbewerbsfähigkeit. Sie wird gefördert durch den Status als Niedriglohnland, behindert dagegen im Hochlohnland. Einflussfaktoren der Wettbewerbsfähigkeit sind deshalb auch die Faktorkosten (Arbeitskosten).
Die Wettbewerbsfähigkeit von Entwicklungs- und Schwellenländern kann durch Abschaffung von Monostrukturen (wie der Export von einem oder mehreren Rohstoffen), durch Änderung der Produktionsstrukturen (Erweiterung der Wertschöpfungsketten von der Rohstoffgewinnung durch Gewinnungsunternehmen bis zu deren Weiterverarbeitung durch Verarbeitungsunternehmen und Veredelungsunternehmen) verbessert werden (Exportdiversifizierung).